# 山口市立大殿小学校
山口市立大殿小学校（やまぐちしりつ おおどのしょうがっこう, 英語: Yamaguchi City Ohdono Elementary School）は、山口県山口市大殿にある公立小学校。

## 概要
24学級、児童数623名（2017年度）。山口市にて大内文化の地として、歴史ある場所に設置。

## 校歌
- 作詞は森山右一、作曲は杉江秀作。

## 教育目標
- 「豊かに学び合い、自己を高める子どもの育成」を目指している。

## 沿革
- 1873年（明治6年） - 竪小路小学校として開校
- その後、尋常小学校・尋常高等小学校・国民学校を経て、1947年（昭和22年）4月に市立大殿小学校となる。

## 通学区域
- 山口市立大殿小学校通学区域